# Alexander Alexandrowitsch Puzko
Alexander Alexandrowitsch Puzko (russisch Александр Александрович Пуцко; * 24. Februar 1993 in Unetscha) ist ein russischer Fußballspieler.

## Karriere

### Verein
Puzko begann seine Karriere bei Spartak Moskau. Im August 2012 stand er gegen Rubin Kasan erstmals im Profikader von Spartak. Im September 2012 debütierte er im Cup gegen den FK Saljut Belgorod für Spartak. Zur Saison 2013/14 rückte er in den Kader der neu geschaffenen drittklassigen Zweitmannschaft von Spartak. In der Saison 2013/14 kam er zu 25 Einsätzen in der Perwenstwo PFL. In der Saison 2014/15 spielte er 29 Mal für Spartak-2 in der dritten Liga und stieg zu Saisonende mit der Mannschaft in die Perwenstwo FNL auf. Im Juli 2015 debütierte er gegen Tom Tomsk in der zweithöchsten Spielklasse.
Im April 2016 gab er für die erste Mannschaft schließlich auch sein Debüt in der Premjer-Liga, als er am 25. Spieltag der Saison 2015/16 gegen Mordowija Saransk in der Startelf stand. In der Saison 2015/16 spielte er zweimal in der Premjer-Liga und 30 Mal in der Perwenstwo FNL. Im Februar 2017 wechselte er zu Spartaks Ligakonkurrenten FK Ufa. Für Ufa kam er bis zum Ende der Saison 2016/17 zu fünf Einsätzen in der höchsten russischen Spielklasse.
Zur Saison 2017/18 wurde er innerhalb der Liga an den FK SKA-Chabarowsk verliehen. In Chabarowsk kam er während der Leihe zu 20 Einsätzen in der Premjer-Liga, aus der er mit dem Verein zu Saisonende allerdings abstieg. Zur Saison 2018/19 kehrte Puzko wieder nach Ufa zurück. In der Saison 2018/19 kam der Innenverteidiger zu 16 Erstligaeinsätzen. In der Spielzeit 2019/20 absolvierte er 20 Spiele in der Premjer-Liga.
Zur Saison 2020/21 schloss Puzko sich dem Ligakonkurrenten Achmat Grosny an. In der Saison 2020/21 absolvierte er 17 Partien für die Tschetschenen, in der Spielzeit 2021/22 kam er nur noch sechsmal zum Zug. Im Juli 2022 wechselte er dann zum Zweitligisten Baltika Kaliningrad. Für Baltika kam er zu 19 Zweitligaeinsätzen, ehe er mit dem Team zu Saisonende ins Oberhaus aufstieg. In der Premjer-Liga kam er für Kaliningrad in der Saison 2023/24 bis zur Winterpause sechsmal zum Einsatz.
Im Januar 2024 wechselte Puzko nach Armenien zum FC Urartu Jerewan.

### Nationalmannschaft
Puzko spielte 2009 sechsmal für die russische U-17-Auswahl. Für die U-18-Mannschaft spielte er zwischen 2010 und 2011 fünfmal.